# 奧斯尼亞格
50°24′54″N 32°56′4″E / 50.41500°N 32.93444°E
奧斯尼亞格（烏克蘭語：Осняг），是烏克蘭中部的村莊，隸屬波爾塔瓦州的盧布尼區。該村分別距離戈洛季夫希納2公里和別爾別尼齊3.5公里，2001年人口164。